# Biotopo Laghetto di Montieri
Il Lago di Montieri è un biotopo situato sulle pendici settentrionali del monte omonimo a poca distanza dal paese di Montieri, in un'area boscosa nel cuore delle colline Metallifere nella zona più settentrionale ed interna della Provincia di Grosseto. Questo piccolo bacino lacustre naturale rappresenta una delle poche zone umide dell'area metallifera ed ospita una delle ultime stazioni toscane ad oggi accertate della rara Hottonia palustris, specie acquatica in forte regresso, minacciata in tutta Italia e protetta dalla legge regionale 56/2000.
In questo biotopo trovano rifugio altre specie igrofile di rilevante interesse conservazionistico come Veronica scutellata, Gnaphalium uliginosum, Lythrum portula, Corrigiola litoralis e Cyperus fuscus.
Il sito è stato recentemente oggetto di interventi meccanizzati che ne hanno compromesso la naturalità. L'area non rientra in aree Natura 2000 o in aree protette ai sensi della L 394/91 e LRT 49/95, ma risulta limitrofa al SIR 102 “Poggi di Prata” di 1.062,7 ettari e al pSIC omonimo (cod. pSIC: IT51A0002).

## Geomorfologia
L'area ove si colloca il laghetto di Montieri presenta caratteristiche geomorfologiche e climatiche submontane, ponendosi ad un'altitudine di 700 m s.l.m. ed essendo dominata dall'omonimo Poggio di Montieri (m 1.049), uno dei due rilievi principali dell'Antiappennino tirrenico toscano.
Il bacino insiste su una piccola depressione che raccoglie parte delle acque di scorrimento delle pendici settentrionali del monte, rappresentando quindi una zona umida di tipo fluviale. Le acque sono relativamente fredde, oligotrofiche e povere di carbonati di calcio. Il loro livello è variabile con la stagione e seconda degli anni, ma la profondità rimane comunque sempre esigua.
Gli interventi antropici di “sistemazione” della primavera del 2004 hanno inoltre determinato un quasi completo prosciugamento del lago.
Geolitologicamente l'area è dominata dalla formazione del “Macigno” ossia da arenarie quarzose micaceo feldspatiche a cemento argilloso di epoca cretacica.

## Clima
Il clima è di tipo submontano-umido, essendo caratterizzato da abbondanti precipitazioni, che superano i 1.000 mm medi annui e sono in piccola parte nevose, e da temperature medie annue intorno a 11,5 °C.

## Flora
Il laghetto è inserito in un'area densamente boscata, dominata dal castagneto ceduo con varie latifoglie decidue. Verso i margini del piccolo bacino il bosco assume un tipico aspetto igrofilo per la comparsa di grandi alberi di pioppo (Populus nigra, Populus alba), di ciliegio e di melo selvatico (Prunus avium e Malus sylvestris).
Nella cintura perilacustre soggetta ad allagamento autunno-primaverile sono presenti dense fitocenosi a salicone (Salix caprea), che entrano in contatto in più punti con un fitto canneto a cannuccia di palude (Phragmites australis). La bassa profondità delle acque, accentuatasi soprattutto in tempi recenti, ha favorito l'occupazione quasi totale dello specchio da parte di questa specie. Essa è ora ulteriormente favorita dal quasi totale svuotamento del bacino recentemente operato ai fini di un progetto di sfruttamento idrico. L'avanzamento del canneto, tipicamente quasi monospecifico e molto denso, presenta aspetti negativi legati alla perdita di diversità e di complessità del piccolo ecosistema igrofilo.
Persistono limitati nuclei della ciperacea elofitica Schoenoplectus lacustris, cui si aggiungono Lycopus europaeus, Lysimachia vulgaris e Mentha aquatica.
Elemento di spicco della flora del laghetto di Montieri è senza dubbio la primulacea Hottonia palustris, una idrofita radicante con fiori bianco-rosei e caratteristiche foglie con lamina pennato-divisa in segmenti lineari. Essa è in forte rarefazione su tutto il territorio nazionale dove è considerata "vulnerabile"; in Toscana appare fra le specie minacciate di estinzione a causa della sua scomparsa da molte località dove esisteva in passato. Nel biotopo questa specie forma piccoli ma densi popolamenti su substrato torboso periodicamente sommerso, soprattutto nella parte nord dello specchio d'acqua, nei punti semiombreggiati ai margini del canneto e dei nuclei di salicone. In maggio compaiono le infiorescenze dai grandi fiori bianco-rosei, dando luogo ad uno spettacolo naturale di rara bellezza. A settembre 2004 alcune piante di Hottonia si sono insediate sul fondo del canaletto rettilineo di scolo nel quale è stato trasformato il piccolo ruscello emissario del lago. Appare tuttavia dubitabile che questi individui possano persistere in futuro.
Altre tipiche piante di ambiente umido presenti nel laghetto sono Galium palustre, Alisma plantago-aquatica, Myosotis scorpioides, Lycopus europaeus, Mentha aquatica, Eupatorium cannabinum, Lythrum salicaria, Lysimachia vulgaris, Ranunculus trichophyllus, Glyceria fluitans, Schoenoplectus lacustris, Alopecurus geniculatus e Veronica scutellata.
Alcune specie igrofile compaiono sui fanghi del laghetto solo verso la fine dell'estate, fra cui risultano abbondanti l'asteracea Bidens tripartita e la poligonacea Polygonum hydropiper. Per la loro rarità a scala regionale sono da ricordare in particolare alcune piccole piantine tipiche di queste stazioni fangose, come Gnaphalium uliginosum, Cyperus fuscus, Corrigiola litoralis e Lythrum portula.
Infine si nota come i recenti interventi meccanici sulle sponde abbiano favorito la diffusione di alcune specie con tendenze ruderali, in particolare Chenopodium polyspermum.